# 大東部大區快速運輸

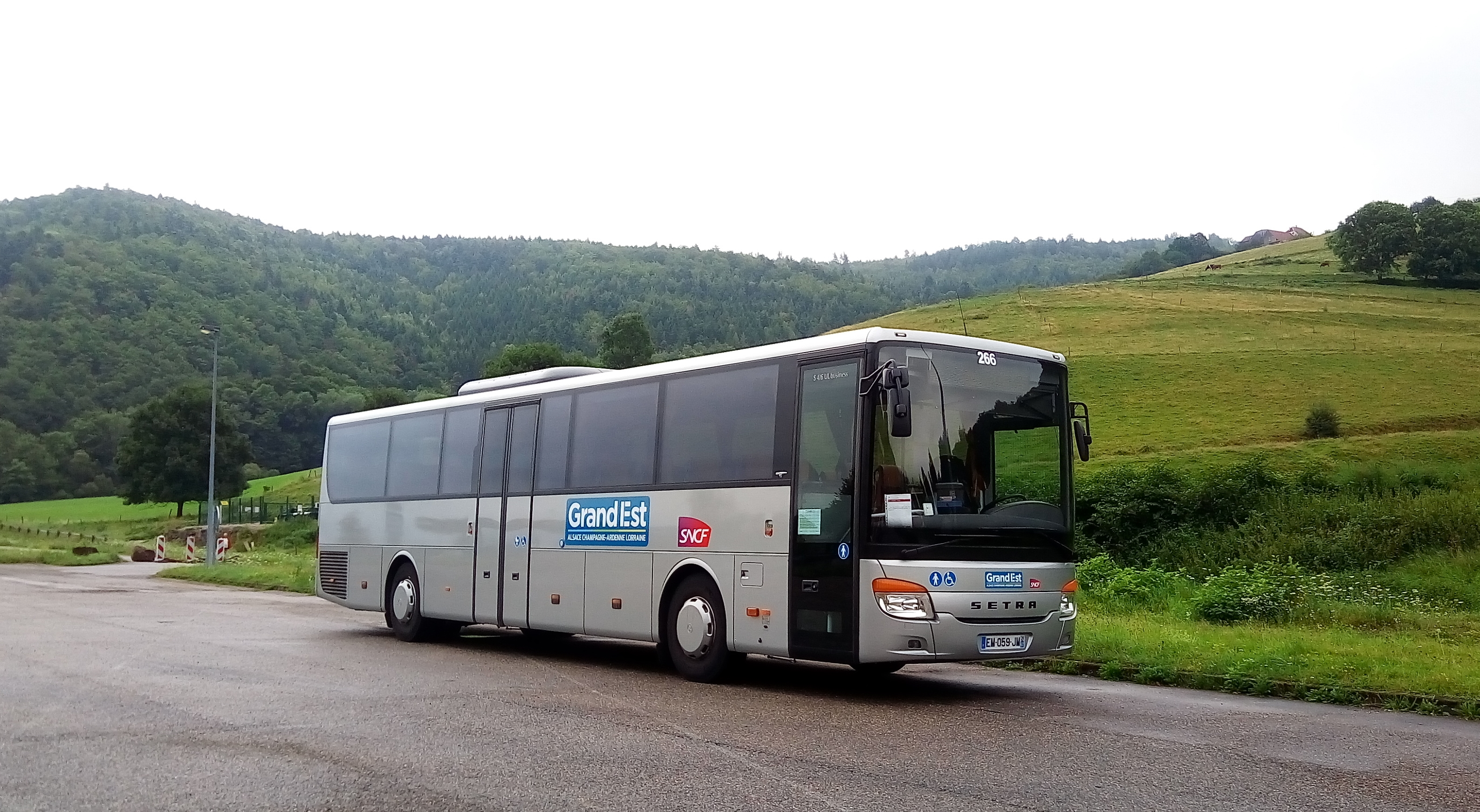

大东部大区公共交通（法語：Transport Express Régional - Grand-Est）是法国的一个区域性公共交通系统，服务于法国东北部的大东部大区并因此而得名，其交通方式包括铁路和长途巴士。

## 历史
大东部大区公共交通成立于2017年8月28日，其前身为香槟-阿登大区公共交通、洛林大区公共交通和阿尔萨斯大区公共交通），三个大区已于2016年正式合并。
2019年1月，原有的“巴黎—特鲁瓦—贝尔福”一线的法国城际列车划入大东部大区公共交通系统当中。
2019年4月起，大东部大区公共交通决定采用“Fluo”作为商业名称。

## 线路
截止2019年1月底，大东部大区公共交通共有65条线路。